# Jan von Plato
Jan von Plato (Helsinque, 23 de junho de 1951) é um lógico, historiador da ciência e professor de filosofia na Universidade de Helsinque.
Estudou matemática e filosofia a partir de 1970 na Universidade de Helsinque, onde obteve em 1980 um doutorado.
Foi palestrante convidado do Congresso Internacional de Matemáticos no Rio de Janeiro (2018).

## Obras
- Creating Modern Probability: Its Mathematics, Physics and Philosophy in Historical Perspective. Cambridge University Press, Cambridge 1994, ISBN 0-521-59735-8, 4. Aufl. 2000.
- com Eckart Menzler-Trott: Gentzens Problem. Mathematische Logik im nationalsozialistischen Deutschland. Birkhäuser, Basel 2001, ISBN 3-7643-6574-9. Englische Bearbeitung von Craig Smorynski und Edward Griffor: Logic's Lost Genius. The Life of Gerhard Gentzen. Reihe History of Mathematics, Band 33. American Mathematical Society, Providence, RI und London Mathematical Society, London 2007, ISBN 978-0-8218-3550-0.
- com Sara Negri: Structural Proof Theory. Cambridge University Press, Cambridge 2001, ISBN 0-521-79307-6.
- com Sara Negri: Proof analysis. A Contribution to Hilbert's Last Problem. Cambridge University Press, Cambridge 2011, ISBN 978-1-107-00895-3.
- Elements of Logical Reasoning. Cambridge University Press, Cambridge 2013, ISBN 978-1-107-03659-8.
- Saved from the Cellar : Gerhard Gentzen’s Shorthand Notes on Logic and Foundations of Mathematics. Springer, Cham 2017, ISBN 978-3-319-42119-3.
- The Great Formal Machinery Works: Theories of Deduction and Computation at the Origins of the Digital Age. Princeton University Press, ISBN 978-0-691-17417-4 (erscheint Juni 2017; Verlagsseite).